# Colin Jeavons
Colin Abel Jeavons (* 20. Oktober 1929 in Newport, Südwales) ist ein britischer Schauspieler, der zwischen 1956 und 1993 in fast 150 Film- und Fernsehproduktionen mitwirkte.

## Leben
Seine erste Rolle als Schauspieler hatte Jeavons 1956 in einer Folge der Fernsehserie Nom-de-Plume . Nach Auftritten in zahlreichen britischen Fernsehproduktionen spielte er 1961 seine erste Filmrolle in der englischen Fassung von Das Geheimnis der gelben Narzissen, in der er den Part von Klaus Kinski als Peter Keene übernahm. Dennoch blieb Jeavons den Großteil seiner Karriere als Fernsehdarsteller aktiv. So war er 1967 als Damon in der aus vier Episoden bestehenden Folge The Underwater Menace der populären Science-Fiction-Serie Doctor Who zu sehen. Zu Jeavons weiteren Filmrollen zählen neben kleinen Nebenrollen in mehreren Horrorfilmen die des Hizzoner im 1980 erschienenen Piratenfilm Freibeuter des Todes. 1980 war er zudem als Dyer im ZDF-Mehrteiler Tödliches Geheimnis zu sehen.
Von 1984 bis 1992 verkörperte Jeavons die Rolle des Inspector Lestrade in der Fernsehserie Sherlock Holmes. 1990 spielte er Tim Stamper in der Miniserie Ein Kartenhaus, der Vorlage für die US-Serie House of Cards. Ein Jahr später war Jeavons als Beamter in der sechsteiligen Filmbiografie Die Strauß-Dynastie zu sehen. Nach einem Gastauftritt in Die Abenteuer des jungen Indiana Jones und einer Rolle in der Miniserie Um Kopf und Krone beendete er 1993 seine Laufbahn als Schauspieler. Jeavons hatte keinen festen deutschen Synchronsprecher. In seinen Fernsehauftritten wurde er unter anderem von Horst Sachtleben (in Ein Kartenhaus und Um Kopf und Krone) sowie von Klaus Mertens (in Sherlock Holmes) synchronisiert.
Colin Jeavons war seit 1965 verheiratet und hat zwei Kinder. Seine Frau starb 2018. Sein Sohn Barney ist Manager der britischen Rockband Reuben. 2007 trat Jeavons im Musikvideo der Band zum Song Blood, Bunny, Larkhall auf.

## Filmografie (Auswahl)
- 1956: Nom-de-Plume (Fernsehserie, eine Folge)
- 1961: Das Geheimnis der gelben Narzissen (The Devil’s Daffodil; nur in der englischen Fassung)
- 1962: Sir Francis Drake (Fernsehserie, eine Folge)
- 1966: Der Baron (The Baron; Fernsehserie, eine Folge)
- 1966/1967: Mit Schirm, Charme und Melone (The Avengers; Fernsehserie, zwei Folgen)
- 1967: Doctor Who (Fernsehserie, vier Folgen)
- 1967: Frankenstein schuf ein Weib (Frankenstein Created Woman)
- 1968: Der Mann mit dem Koffer (Man in a Suitcase; Fernsehserie, eine Folge)
- 1968: The Other People
- 1969: Im Todesgriff der roten Maske (The Oblong Box)
- 1970: The Games
- 1970: Bartleby
- 1974: Der See der verstümmelten Leichen (Diagnosis: Murder)
- 1976: Amok
- 1978: Die Füchse (The Sweeney; Fernsehserie, eine Folge)
- 1980: Freibeuter des Todes (The Island)
- 1980: Tödliches Geheimnis (Caleb Williams; Fernseh-Mehrteiler)
- 1980: Per Anhalter durch die Galaxis (The Hitchhiker’s Guide to the Galaxy; Fernsehserie, eine Folge)
- 1981: Die Geliebte des französischen Leutnants (The French Lieutenant’s Woman)
- 1984: Squaring the Circle (Fernsehfilm)
- 1984/1993: Der Aufpasser (Minder; Fernsehserie, zwei Folgen)
- 1984–1992: Sherlock Holmes (Fernsehserie)
- 1985: Wölfe jagen nie allein (Hitler’s S.S.: Portrait in Evil; Fernsehfilm)
- 1986: Absolute Beginners – Junge Helden (Absolute Beginners)
- 1988: Jim Bergerac ermittelt (Bergerac; Fernsehserie, eine Folge)
- 1990: Ein Kartenhaus (House of Cards; Miniserie)
- 1990: Mein Mann ist ein Mörder (The Widowmaker; Fernsehfilm)
- 1991: Secret Friends
- 1991: Die Strauß-Dynastie (The Strauss Dynasty; Fernseh-Mehrteiler)
- 1993: Ein Mann kehrt heim (The Man Who Cried; Fernsehfilm)
- 1993: Die Abenteuer des jungen Indiana Jones (The Young Indiana Jones Chronicles; Fernsehserie, eine Folge)
- 1993: Um Kopf und Krone (To Play the King; Miniserie)